# Ispica
Ispica est une commune de la province de Raguse, dans la région Sicile, en Italie.

## Géographie
Ispica est une ville d'environ 15 000 habitants se situant au sud-est de la Sicile, à 30 kilomètres de Raguse et 50 de Syracuse, et à 6 kilomètres de la mer à la hauteur du canal de Sicile, face à l'île de Malte. Après Lampedusa, Portopalo di Capo Passero, Pachino e Pozzallo, la commune de Ispica est la cinquième commune la plus au sud des 7 954 communes italiennes.

## Histoire
Le territoire d'Ispica est habité depuis l'antiquité. Les grottes à usage d'habitation visibles dans le territoire immédiatement environnant, en particulier à Cava d'Ispica, sont des témoignages de la présence des Sicanes. On trouve aussi des catacombes paléochrétiennes du IVe siècle, connues comme Catacombe di San Marco. Le port naturel de Porto Ulisse, a été, dans l'antiquité, utilisé probablement comme abri pour des navires en détresse comme le montre une épave d'époque byzantine trouvée dans les années 1960, ou pour des pirates en fuite, selon le témoignage de Cicéron, administrateur de la Sicile pendant quelques années vers 72 av. J.-C.

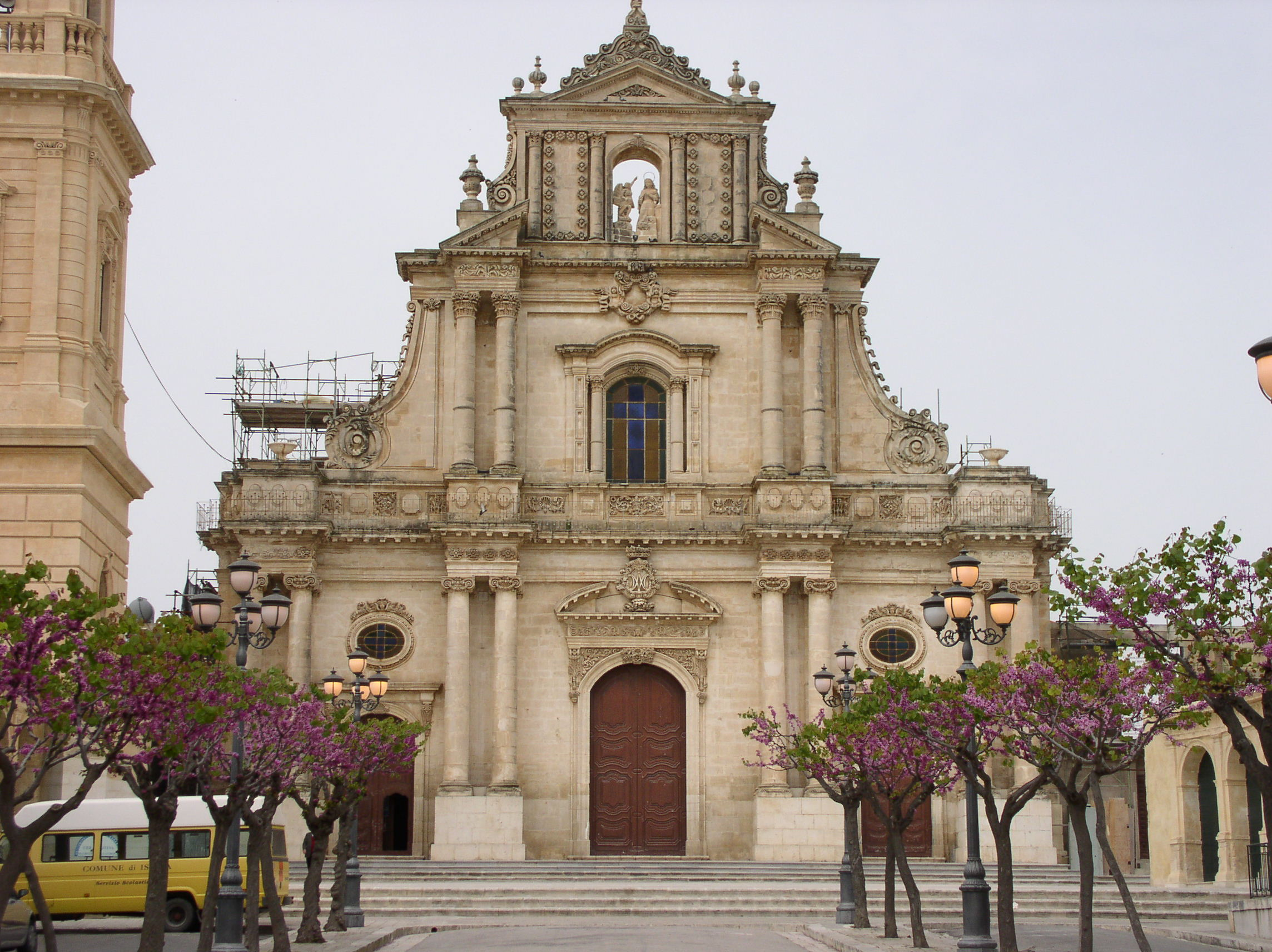
L'église de l'Annunziata est l'un des témoignages de l'architecture baroque à Ispica.

Le premier document écrit qui nomme Isbacha, est une bulle du pape Urbain II datée de 1093, lors de la libération normande de l'occupation arabe. 
La ville doit à la domination espagnole son aspect actuel. Le 11 janvier 1693 un tremblement de terre qui frappa toute la Sicile orientale fut à l'origine d'une reconstruction de la région selon le style baroque de l'époque, et comme un grand nombre des villes du sud-est de la Sicile, Ispica conserve aussi des nombreux témoignages de l'architecture du début du XVIIIe siècle.
En 1860, la ville fut annexée au royaume d'Italie et, en 1935, elle changea son nom de Spaccaforno à l'actuelle dénomination de Ispica. 

## Économie
L'agriculture est l'activité principale d'Ispica. On y trouve des vignobles, des amandes, des olives, des artichauts, des carottes, des oranges, des figues, des figues de barbarie, des tomates et plus récemment de manière plus intensive des tomates cerise. 
Bien qu'Ispica possède plusieurs monuments d'époque baroque et des plages de sable fin, le tourisme peine à se développer.

## Administration
| Période                                  | Période  | Identité       | Étiquette     | Qualité |
| ---------------------------------------- | -------- | -------------- | ------------- | ------- |
| 17 mai 2005                              | En cours | Pietro Rustico | Centro-Destra |         |
| Les données manquantes sont à compléter. |          |                |               |         |

### Hameaux
Santa Maria del Focallo, Marina Marza.

### Communes limitrophes
Modica, Noto (SR), Pachino (SR), Pozzallo, Rosolini.

### Évolution démographique
Habitants recensés

## Personnalités nées à Ispica
- Maria Crocifissa Curcio (°1877 - †1957), religieuse carmélite, fondatrice de la Congrégation des Carmélites missionnaires de Sainte Thérèse de l’Enfant-Jésus. Elle a été béatifiée en 2005.
- Corrado Lorefice  (°1962), archevêque de Palerme depuis 27 octobre 2015.